# Guds kämpe, håll ut, till dess seger du fått
Guds kämpe, håll ut, till dess seger du fått är en sång med text från 1920-talet av Henry Albert Tandberg och som sjungs till en engelsk melodi. Den svenska översättningen är gjord av Naëmi Kjäll och var införd i Stridsropet nr 2,  1928.

## Publicerad i
- Frälsningsarméns sångbok 1929 som nr 413 under rubriken "Strid och verksamhet - Under striden".
- Musik till Frälsningsarméns sångbok 1930 som nr 413.
- Frälsningsarméns sångbok 1968 som nr 636 under rubriken "Alla Helgons Dag".
- Frälsningsarméns sångbok 1990 som nr 684 under rubriken "Framtiden och hoppet".